# Nearchaster variabilis
Nearchaster variabilis är en sjöstjärneart som först beskrevs av Fisher 1910.  Nearchaster variabilis ingår i släktet Nearchaster och familjen nålsjöstjärnor.

## Underarter
Arten delas in i följande underarter:
- N. v. geminus
- N. v. variabilis